# Новицкий, Николай Михайлович
Николай Михайлович Новицкий (23 апреля 1919, Велиж, Витебская губерния — 10 октября 1942, станица Куринская, Краснодарский край) — участник Великой Отечественной войны, командир отделения боепитания 82-го гвардейского стрелкового полка (32-я гвардейская стрелковая дивизия, 18-я армия, Закавказский фронт), гвардии старший сержант. Закрыл своим телом амбразуру пулемёта.

## Биография
Родился в 1919 году в Велиже (ныне — Смоленской области) в семье учителя (с 1920 года — протоиерея). В 1930 году вместе с семьёй переехал в город Узду Минской области. В 1934 году окончил семилетнюю школу и переехал в Могилёв к брату. Работал на электростанции, затем в железнодорожном депо, сначала электриком, потом механиком.
В 1940 (по другим данным в 1939) году Могилёвским РВК призван в РККА. Воевал с первых дней войны, в 1941 году был ранен.
Будучи в должности командира отделения боепитания, бесперебойно доставлял боеприпасы на передовую в ходе боёв 28-31 августа 1942 года в районе Хадыженской, был награждён медалью «За боевые заслуги».
Осенью 1942 года 32-я гвардейская стрелковая дивизия держала оборону на туапсинском направлении. 6 октября в районе станицы Куринской немцам, ценой огромных потерь, удалось прорвать оборону. Подразделения 80-го и 82-го полков оказались отрезанными от остальных частей. Гвардейцы, заняв круговую оборону, в течение трёх суток отражали атаки врага.
Первому стрелковому батальону, в котором служил гвардии старший сержант Николай Новицкий, 10 октября 1942 года предстояло прорвать кольцо вражеского окружения и открыть полкам дорогу к основным силам дивизии. Гвардейцы наступали на высоту. Участник боёв за станицу Куринскую В. Профин вспоминал -"впереди голая, изрезанная оврагами высота. Названия у неё нет — просто «высота 501,1». Северо-восточнее высоты небольшое село. Немцы превратили его в сильно укреплённый узел сопротивления.
Рота, в составе которой воевал Николай Новицкий, преодолев обстреливаемую зону, ворвалась в траншеи противника, завязала рукопашный бой. Первая вражеская траншея, на плечах у немцев очистили вторую. Уничтожив четыре пулемётные точки, захватив радиостанцию, гвардейцы стали теснить врага, продвигаться вперёд. До гребня высоты оставалось метров 20 — 30, когда по атакующим ударил вражеский станковый пулемёт. Шквальный огонь вынудил воинов залечь. В этот критический момент гвардии старший сержант Новицкий вызвался ликвидировать огневую точку противника. Прижимаясь к земле, он пополз к дзоту. Используя неровности почвы, окопы, воронки от снарядов, он подполз к огневой точке на близкое расстояние и забросал её гранатами. Пулемёт замолк. Но как только гвардейцы поднялись в атаку, застрочил снова. У Николая Новицкого не оставалось боеприпасов и, казалось, ничем не мог он помочь своим товарищам, погибавшим под пулями вражеского пулемёта. Новицкий бросился к амбразуре и навалился на неё своей грудью. Вражеский пулемёт замолчал. Рота бросилась к дзоту. Этой рукопашной схватки гитлеровцы не приняли, бежали с высоты. Оборона врага была прорвана.
Командир 32 гвардейской стрелковой дивизии полковник М. Ф. Тихонов писал:

«Бессмертный подвиг гвардии старшего сержанта Новицкого будет жить вечно. Это был первый Герой нашей дивизии. Он одним из первых в Советской Армии 10 октября 1942 года совершил бессмертный подвиг, своим телом прикрыл амбразуру немецкого дзота. Тем самым дал возможность подразделениям полка разорвать вражеское кольцо и выйти из окружения. Немцы понесли большие потери. 101-я пехотная дивизия, 500-й отдельный батальон и другие части, действовавшие против нашей дивизии, были обескровлены».

## Награды и звания
Указом Президиума Верховного Совета СССР «О присвоении звания Героя Советского Союза начальствующему и рядовому составу Красной Армии» от 31 марта 1943 года за «образцовое выполнение боевых заданий командования на фронте борьбы с немецкими захватчиками и проявленные при этом отвагу и геройство» удостоен посмертно звания Героя Советского Союза.

## Память
27 февраля 1968 года школьники в лесу на хребте горы Приточильной (недалеко от ст. Куринская) нашли останки восьми советских воинов. Один из медальонов принадлежал Николаю Новицкому. В апреле 1968 года в станице Куринской, во дворе средней школы № 54, состоялась церемония перезахоронения останков отважного воина и его товарищей в присутствии сестры Николая Михайловича Натальи Михайловны Шукановой (в дев. Новицкой), представителей воинской части, в которой он служил, Краснознамённого Закавказского округа, трудящихся станицы. На могиле Героя был установлен обелиск с портретом и короткой надписью «Всегда ты будешь живым примером».
На месте гибели Н. М. Новицкого установлен обелиск. Имя героя носят улица и школа в Велиже, а также улица и школа в станице Куринская Краснодарского края. Гвардии старший сержант Новицкий навечно зачислен в списки воинской части.
Имя Героя присвоено одной из улиц в городе Узда Минской области Беларуси.